# Acacia johnsonii
Acacia johnsonii är en ärtväxtart som beskrevs av Leslie Pedley. Acacia johnsonii ingår i släktet akacior, och familjen ärtväxter. Inga underarter finns listade i Catalogue of Life.